# Calotomus japonicus
Calotomus japonicus är en fiskart som först beskrevs av Valenciennes 1840.  Calotomus japonicus ingår i släktet Calotomus och familjen Scaridae. Inga underarter finns listade.
Hannar är med en längd av 265 till 345 mm större än de flesta honor som är 200 till 260 mm långa. Enskilda honor med en längd av 305 mm dokumenterades. Ryggfenan har 9 taggstrålar och 10 mjukstrålar. Analfenan bildas av 3 taggstrålar och 9 till 10 mjukstrålar.
Denna fisk förekommer i havet kring Japan, Koreahalvön och Taiwan. Den vistas i områden som ligger upp till 20 meter under havsytan. Havets botten i regionen är vanligen klippig och täckt av sjögräs. Arten besöker även korallrev.
För beståndet är inga hot kända. I utbredningsområdet inrättades flera skyddszoner. IUCN kategoriserar arten globalt som livskraftig.